# سید حسین موسوی جهان‌آبادی
سید حسین موسوی جهان‌آبادی (زادهٔ ۱۳۲۰)، نمایندهٔ دورهٔ اول از حوزهٔ انتخابیه مشهد در استان خراسان رضوی بوده است. وی دارای تحصیلات حوزوی خارج فقه و اصول می باشد.

## آرای مأخوذه
حسین موسوی جهان‌آبادی در سال ۱۳۵۸ با کسب ۱۹۹۰۰۹ رای از مجموع ۲۵۹۷۶۱ رای معادل ۷۶/۶٪ آرا به مجلس اول راه پیدا کرد.